# 審判権の限界
審判権の限界（しんぱんけんのげんかい）とは、民事訴訟における裁判所の審判権の限界に関する問題をいう。実務上は、特に宗教、ないしは宗教的なことに対して審判権がどの程度及ぶのかが問題となる。

## 法律上の争訟
裁判所法や憲法は、司法権の作用の対象を「法律上の争訟」としている。これは、事実に法律を適用することによって解決できる争いを意味するものと考えられている。逆に言えば、法規の適用によって解決できない争いは、訴訟になじまないということになる。

## 具体的に問題となった事件
今のところ、偏向的に宗教と関連した事案だけを掲げている。

### 種徳寺事件
最三小判1980（昭55）年1月11日民集34巻1号1頁。X寺（曹洞宗種徳寺）の住職であったYが罷免され、X寺が寺の建物の明け渡しを求め、Yが住職の地位の確認と代表役員の地位の確認を求めた事件である。
最高裁判所は、住職の地位は、宗教上の地位であるから具体的な権利関係・法律関係ではないとして、住職の地位確認を不適法を理由に却下した。しかし一方で、寺の建物の明渡請求については認容しており、しかもその中で「判断の内容が宗教上の教義の解釈にわたるものであるような場合」を例外として挙げつつ、明渡の前提問題として住職の地位の存否について裁判所が審判権を有するとした。
従来、判例は住職の地位そのものの確認は許さないが、代表役員の地位の確認は法律上の問題であるから適法としてきた。住職と（宗教法人の）代表役員とは、別概念である。しかし実際には寺の規則で、住職が代表役員になると定められていることが多い。そこで前提問題として、例外を指摘しつつも住職の地位について裁判所が判断しうるとしたものと理解されている。

### 本門寺事件
最一小判1980（昭55）年4月10日判時973号85頁。XがY寺（日蓮宗本門寺）の代表役員であることの確認を求め、その前提としてXが住職か、別人のAが住職かが争われた事件。登記上はAが代表役員になっていた。
最高裁判所は、宗教上の活動や教義の解釈にわたらない範囲で裁判所の審判権は及ぶが、宗教上の活動や教義の解釈についての問題は審理できないとした。その上でもっぱら手続上の準則に従って選任されたか、及び手続上の準則が何かについては裁判所が判断できるとした。しかし本件では手続上の準則が確立されていないため、原審は具体的に選任された経緯が条理に適合するかで判断し、最高裁もこれを是認した。結局、Xが勝訴した。
手続的な面にしか審理は及ばないとしたものの、手続規定がはっきりしないこともあり、AとX、どちらの選任手続が条理にかなっているかという、実質的な判断を行った、かなり踏み込んだ判決である。裁判所の審判権が限界近くまで行使されたと理解されている。

### 板まんだら事件
創価学会元会員Xらが創価学会が本尊だとする「板まんだら」は偽物であるというものとして創価学会に対してした寄付は錯誤で無効であるから返還せよと請求した訴訟である。
最高裁判所は、法律上の争訟であるとした原審判決を破棄し、訴えを却下した一審判決を支持した。具体的な権利義務ないし法律関係に関する紛争の形式をとっているものの、不可欠の前提問題として「信仰の対象の価値または宗教上の教義に関する判断」が必要とされるために、「実質において法令の適用による終局的な解決の不可能なもの」であるから、法律上の争訟ではないとしたのである。なお、法律上の争訟ではあるから却下すべきではなく、証明責任に基づいて錯誤が証明されていないことを理由に請求を棄却すべきだとの、寺田治郎裁判官による反対意見が付された。
この判決は、本来法律上の争訟である不当利得返還請求を法律上の争訟ではないとした点で、種徳寺事件・本門寺事件と異なっている。そして「その実質において」といった論法が用いられていることもあり、民事訴訟法学者の中では疑問を持つ者も少なくない。

### 蓮華寺事件
最二小判1989年（平成元年）9月8日民集43巻8号889頁。X寺（日蓮正宗蓮華寺）が、教義上の理由から僧籍剥奪の処分にしたYに対し寺の建物の明渡を求め、YはX寺に代表役員の地位確認を求めた事件。Yは、僧籍剥奪の処分を行った法主A（日顕）は「血脈相承」という宗教上の儀式を経ていないから法主ではないこと、僧籍剥奪の処分は教義に照らして不当であることを主張した。
一審は本案審理をしてXの請求を認容しYの請求を棄却したが、二審は法律上の争訟ではないとして、双方の請求を却下した。最高裁判所は二審判決を支持して上告を棄却した。板まんだら事件と同様のことを述べ、さらに宗教上の事項にかかわる紛議について厳に中立を保つべき裁判所としては、僧籍剥奪の処分を有効とすることも無効とすることも到底許されないものとした。
板まんだら事件と同様、本案判決をすべきであったとの批判が少なくない。批判する学者の中にも、証明責任に基づき明渡請求棄却・処分無効確認認容が妥当とする見解と、宗教団体の自律的決定・処分を尊重して逆に明渡請求認容・処分無効確認請求棄却とする見解がある。

### 血脈相承事件（日蓮正宗管長事件）
最三小判1993年（平成5年）9月7日。
内容として、正信会の僧侶らが宗務院の制止を無視して全国檀徒大会を強行したために処分を受け、処分を不服として、1979年（昭和54年）7月22日、66世法主・細井日達が後継の管長・法主を選定せぬまま遷化（死去）し、67世法主として登座した阿部日顕が血脈相承を受けていないため（実際には1978年（昭和53年）4月に内付嘱の形で受けたとしている）管長・法主の資格がないと主張して静岡地裁に訴えを起こした。その事件を受けて宗門は教義上の理由（法主は僧宝として崇められており、血脈相承を否定することは日蓮正宗の教義に反する大謗法行為である上、信徒を教導すべき僧侶が大謗法行為を犯した以上宗門僧侶として不適格であること）から原告となった正信会僧侶約200名を擯籍（僧籍剥奪）処分に付した。
一審は、
特定の者が宗教団体の宗教活動上の地位にあることに基づいて宗教法人である当該宗教団体の代表役員の地位にあることが争われている訴訟において、その者の宗教活動上の地位の存否を審理、判断するにつき、当該宗教団体の教義ないし信仰の内容に立ち入って審理、判断することが必要不可欠である場合には、右の者の代表役員の地位の存否の確認を求める訴えは、裁判所法三条にいう「法律上の争訟」に当たらない。
として却下判決をし、控訴審、上告審もこれを支持した。なお、上告審において、大野正男裁判官が、
法主の「選定」があったか否かは、「血脈相承」それ自体を判断しないでも、「選定」を推認させる間接事実（例えば、就任の公表、披露、就任儀式の挙行など）の存否、あるいは選任に対するＢ２内の自律的決定ないしこれと同視し得るような間接事実（例えば、責任役員らによる承認、新法主による儀式の挙行と列席者の承認など）の存否を主張立証させることによって判断することが可能である（中略）、所轄庁の認証を受けた規則（代表役員の任免は必要的記載事項である（同法一二条一項五号）。）によって代表役員が選定されたか否かは、まさに法律的事項である。
として実質的審理のため一審に差し戻すべきとの少数意見を行った。